# Sergio Arias
Sergio Javier „Mochis” Arias Delgado (ur. 27 lutego 1988 w Los Mochis) – meksykański piłkarz występujący na pozycji bramkarza.